# Panicum wiehei
Panicum wiehei är en gräsart som beskrevs av Stephen Andrew Renvoize. Panicum wiehei ingår i släktet vipphirser, och familjen gräs. Inga underarter finns listade i Catalogue of Life.